# سيهوند
سيهوندأو الغواصة الألمانية يو-5330 (الألمانية: "الختم") ، والمعروفة أيضًا باسم الغواصة من الفئة السابعة والعشرون، غواصة قزم صنعتها ألمانيا النازية خلال الحرب العالمية الثانية. تم تصميمه في عام 1944 وتشغيله بواسطة طاقمين مؤلفين من شخصين، تم استخدامه من قِبل بحريتها كريغسمارينه (البحرية الألمانية) خلال الأشهر الأخيرة من الحرب، مما أدى إلى غرق تسع سفن تجارية وإلحاق أضرار بثلاث سفن إضافية، بينما فقد 35 قاربًا، ويعزى معظمها إلى سوء الأحوال الجوية. استخدمت البحرية الفرنسية ثلاثة قوارب تم الاستيلاء عليها بعد الحرب حتى عام 1953. 

### قائمة المراجع
- Blocksdorf، Helmut (2008). Hitler's Secret Commandos: Operations of the K-Verband (epub). Great Britain: Pen & Sword Books. ISBN:1-84115-783-X.
- Kemp، Paul (1999). Midget Submarines of the Second World War. London: Caxton Editions. ISBN:1-84067-521-7.
- Rohwer، Jürgen (2005). Chronology of the War at Sea 1939–1945: The Naval History of World War Two (ط. Third Revised). Annapolis, Maryland: Naval Institute Press. ISBN:1-59114-119-2. مؤرشف من الأصل في 2022-07-06.
- Rossler، Eberhard (2001). The U-Boat: The Evolution and Technical History of German Submarines. London: Cassell. ISBN:0-304-36120-8.
- Prenatt، Jamie؛ Stille، Mark (2014). Axis Midget Submarines: 1939–45. Oxford, UK: Osprey Publishing. ISBN:978-1-4728-0122-7. {{استشهاد بكتاب}}: الوسيط غير المعروف |last-author-amp= تم تجاهله يقترح استخدام |name-list-style= (مساعدة)